# Лійочник ріжковидний
Лійочник ріжковидний, Трубкогриб ріжкоподібний (Craterellus cornucopioides) — вид грибів роду лійочник (Craterellus). Сучасну біномінальну назву надано у 1825 році.
Інші назви: кратерел келиховидний, лисичка сіра, лисичка чорна, кратерел сірий, ріг достатку, коцюруби.

## Будова

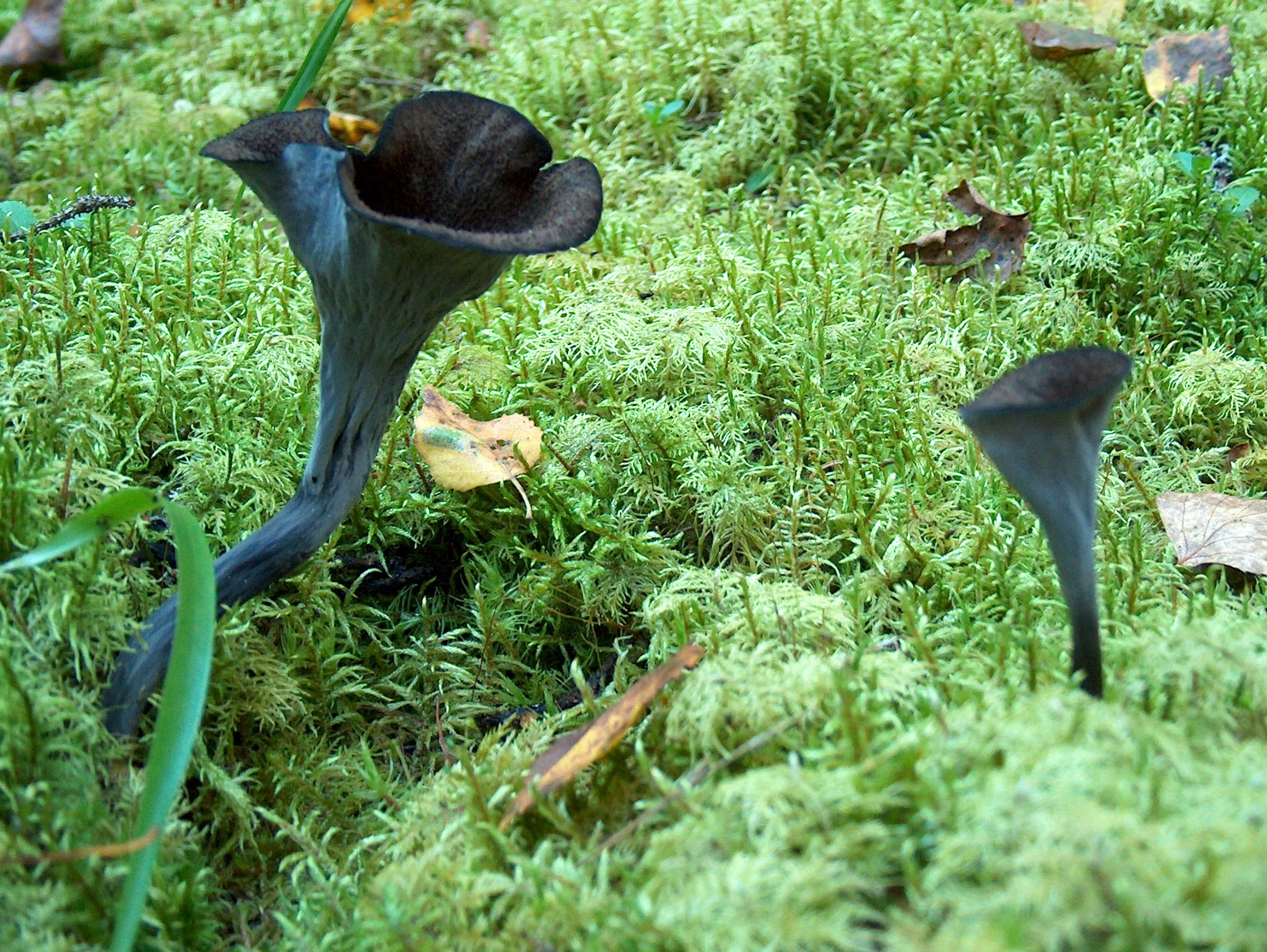
Craterellus cornucopioides у Фінляндії

Плодове тіло висотою 5–12 см порожнисте, лійкоподібне, трубкоподібне або чашоподібне, звужується до основи і переходить в порожнину ніжки.
Шапка лійкоподібна у вигляді глибокої воронки, діаметром 2–5, іноді до 10 см, тонка, крихка, із вивернутими назовні хвилястими краями, які у зрілих грибів стають розірваними або лопатевими та із помітними більш темним дрібненькими лусочками, коли гриб старіє і світлішає.
Внутрішня (верхня) поверхня шапки повстяна, забарвлення варіюється від сірувато-коричневого кольору із бордовим відтінком у суху погоду до блискучо чорного у сиру погоду.
Зовнішня (нижня) поверхня гриба гладка, з віком із веноподібними зморшками — псевдо-пластинками із білуватим порошкоподібним нальотом. Забарвлення попелясто-сіре, попелясто-коричнево-сіре або блакитно-сіре, в залежності від зрілості. У дощову погоду має червонуватий відтінок. Спори білі.
Ніжка висотою 2–6 см, лійкоподібна, волокниста, пружна, гнучка, крива, неправильної форми, із глибокими поздовжніми порожнинами, звужена у нижній частині.
М'якуш тонкий, еластичний, спочатку сірий, з віком чорний. Запах приємний грибний, злегка фруктовий і сильним труфельним ароматом, через що цей гриб також називають труфель бідних. У сушених грибів запах стає набагато інтенсивнішим. Смак відмінний, своєрідний, трішки терпкуватий, з солодкуватим присмаком.

## Життєвий цикл
Плодові тіла з'являються з липня до кінця листопада.

## Поширення та середовище існування
Росте на всій території Європи. Трубкогриб ріжкоподібний (craterellus cornucopioides) — перехідний мікоризний, за іншими даними сапрофітний гриб. Зустрічається у листяних та мішаних лісах, під буками, дубами, каштанами, грабами, рідше під хвойними деревами. Росте великими групами, рідше поодинці, на вологих глинястих, вапнякових ґрунтах, на відкритих світлих місцях, на узбіччях стежок і доріг, по краях канав, часто вздовж лісових струмків, біля гниючих пнів, серед опалого листя та моху.

## Практичне використання
Смачний їстівний гриб. Хоча форма і колір чорного ріжка не є особливо привабливими, проте цей гриб дуже цінований італійськими та французькими гурманами.
Вживають трубкогриби свіжими, сушеними. Гриби готують із макароном з маслом, вершками і зеленню петрушки або в різотто. Під час варіння набуває чорного кольору. На відміну від лисичок гриб добре сушиться, хоча і стає ламким, кришиться. За висихання гриб стає світлішим. Сушені гриби служать основою для різних соусів, а грибний порошок використовують як смакову приправу та для панірування.
Подібні гриби:  
Craterellus cinereus — Трубкогриб попелястий. Відрізняється помітними на зовнішній частині шапинки вилкоподібними псевдо-пластинками, дещо твердішим сірим м'якушем і повнотілою ніжкою, а не порожнистою, як у трубкогриба ріжкоподібного.
Craterellus foetides — Трубкогриб пахучий. Відрізняється наявністю добре помітних ребристих зморшок, дещо більшими плодовими тілами, які завжди ростуть пучками, а також сильним, приємним солодкуватим запахом, що у зрілих грибів стає нудотно-солодким.
Pseudocraterellus sinuosus — Псевдоріжок звивисто-зморшкуватий. Відрізняється повнотілою ніжкою, крихким та приємним на смак м'якушем без відчутного запаху.